# Frankie Chavez
Frankie Chavez (nome verdadeiro: Joaquim Chaves) é um músico português nascido em Lisboa. Lançou um E.P. homónimo pela Optimus Discos. A sua música está dentro das categorias Blues/Folk/Roots. Começou a carreira por tocar sozinho em formato de "one man band" passando mais tarde a incluir João Correia como baterista nas actuações ao vivo. Em 2011 edita o álbum "Family Tree", em 2014 "Heart and Spine".
Costuma usar uma boina.